# Koronatanú
A koronatanú olyan tanú, aki nagy horderejű ügyekben (főleg bűnügyekben, úgymint milliárdos csalások, komplett hálózatokat érintő feketebizniszek, többszörös gyilkosságok, terrorcselekmények, kábítószerhálózatok stb.) tanúként kulcsszereplő az eset megoldásában, mivel tanúskodása általában perdöntőnek bizonyul, és sok embert juttathat hosszú időre rács mögé. A koronatanúk ennek megfelelően a hétköznapi tanúknál kiemeltebb bánásmódban és védelemben részesülnek, legtöbbször tagjai az adott ország tanúvédelmi programjának, és szigorú biztonsági őrizet alatt állnak, mivel érthető módon nem ritka a likvidálásukra tett kísérlet.
Egy hírhedt példa az 1998-as Aranykéz utcai robbantás, amelyben – többek között – Boros József, az olajmaffiaügyek koronatanúja vesztette életét.